# Кампориналдо (Павија)
Кампориналдо је насеље у Италији у округу Павија, региону Ломбардија.
Према процени из 2011. у насељу је живело 633 становника. Насеље се налази на надморској висини од 71 м.